# T Большой Медведицы
T Большой Медведицы (лат. T Ursae Majoris), HD 109729 — одиночная переменная звезда в созвездии Большой Медведицы на расстоянии (вычисленном из значения параллакса) приблизительно 4362 световых лет (около 1337 парсеков) от Солнца. Видимая звёздная величина звезды — от +13,5m до +6,6m.

## Характеристики
T Большой Медведицы — красный гигант, пульсирующая переменная звезда, мирида (M) спектрального класса M4IIIe-M7e, или M4-7e, или M5+e.